# Tercera División de España 1982-83
La temporada 1982-83 de la Tercera División de España de fútbol fue durante esta campaña la cuarta categoría de las Ligas de fútbol de España, por debajo de la Segunda División B y por encima de las Divisiones Regionales. Comenzó el 5 de septiembre de 1982 y finalizó el 19 de junio de 1983 con la promoción de ascenso de categoría.
Para la siguiente temporada existió una pequeña reestructuración de la categoría puesto que se amplió de 13 a 14 los grupos que la conforman. Se produjo una escisión en el Grupo X, en la que los conjuntos de Extremadura pasaron al nuevo Grupo XIV y los de la zona occidental de Andalucía y de Ceuta permanecieron en el Grupo X

## Promoción de ascenso a Segunda División B

### Equipos participantes
Los equipos clasificados para la promoción de ascenso a Segunda División B de la temporada 1982-83 se exponen en la siguiente tabla: 
Se indican en negrita los equipos que consiguieron el ascenso.
| Grupo I             | Grupo II          | Grupo III          | Grupo IV             | Grupo V           |
| ------------------- | ----------------- | ------------------ | -------------------- | ----------------- |
| 1.º Pontevedra C.F. | 1.º C.D. Ensidesa | 1.º S.C.D. Durango | 1.º Deportivo Aragón | 1.º U.E. Olot     |
| 2.º Arosa S.C.      | 2.º U.P. Langreo  | 2.º S.D. Eibar     | 2.º A.D. Sabiñánigo  | 2.º U.E. Figueres |

| Grupo VI          | Grupo VII         | Grupo VIII                 | Grupo IX                    | Grupo X                 |
| ----------------- | ----------------- | -------------------------- | --------------------------- | ----------------------- |
| 1.º C.D. Mestalla | 1.º Aranjuez C.F. | 1.º R. Valladolid Promesas | 1.º R.B. Linense            | 1.º Sevilla Atlético C. |
| 2.º Levante U.D.  | 2.º C.D. Manchego | 2.º Zamora C.F.            | 2.º C. Atlético de Marbella | 2.º Coria C.F.          |

| Grupo XI            | Grupo XII               | Grupo XIII                  |
| ------------------- | ----------------------- | --------------------------- |
| 1.º C.D. Constancia | 1.º Las Palmas Atlético | 1.º C.D. Eldense            |
| 2.º C.D. Manacor    | 2.º C.D. Puerto Cruz    | 2.º Orihuela Deportiva C.F. |

- El Coria C.F. y el C.D. Puerto Cruz no se clasificaron por no ser ninguno de los 11 segundos clasificados con mejor puntuación de entre todos los grupos.

### Equipos ascendidos
Los siguientes equipos obtuvieron el ascenso a Segunda División B:
| Grupo I - Arosa S.C. Grupo II - C.D. Ensidesa Grupo III - No ascendió ningún equipo de este grupo Grupo IV - Deportivo Aragón Grupo V - U.E. Figueres | Grupo VI - No ascendió ningún equipo de este grupo Grupo VII - No ascendió ningún equipo de este grupo Grupo VIII - Zamora C.F. Grupo IX - R.B. Linense Grupo X - No ascendió ningún equipo de este grupo | Grupo XI - No ascendió ningún equipo de este grupo Grupo XII - No ascendió ningún equipo de este grupo Grupo XIII - No ascendió ningún equipo de este grupo |